# Salvino degli Armati
Salvino degli Armati (1245-1317) est un gentilhomme florentin, imaginé en 1684 comme inventeur des lunettes pour attribuer à la ville de Florence l'honneur d'être le lieu de cette invention.

## Histoire d'un faux
Au XVIIe siècle, en Italie, plusieurs auteurs discutent de l'origine et du nom de l'inventeur des lunettes, en n'hésitant pas à recourir à des faux pour faire reconnaitre leur ville (Pise, Florence...) comme lieu d'origine de cette invention.

En 1684, Ferdinando Leopoldo Del Migliore fait savoir qu'il a découvert dans l'église de Sainte-Marie-Majeure de Florence, la tombe d'un Salvino degli Armati portant l'inscription suivante : 
QVI DIACE SALVINO D'ARMATO DEGLI ARMATI DI FIRENZE INVENTOR DEGLI OCCHIALI DIO GLI PERDONI LA PECCATA ANNO Cd MCCCXVII 
(« Ci-gît Salvino d'Armato degli Armati de Florence, inventeur des lunettes. Dieu lui pardonne ses péchés. Anno Domini 1317 »)
La tombe ayant disparu, Del Migliore se basait sur un ancien Registre des sépultures qu'il avait en sa possession, mais que personne ne put jamais voir. De plus la famille Armati était éteinte et personne n'en avait fait la généalogie. Quant aux autres détails sur Salvino, ils étaient attestés par un document gardé lui aussi jalousement caché par Del Migliore.
Le mythe de Salvino, inventeur des lunettes, se transmet jusqu'au XIXe siècle par des générations d'érudits. En 1841, on exhuma un buste antique, assorti d'une pierre tombale portant la fameuse épitaphe, qui furent exposés jusqu'en 1891 dans le cloître de Sainte-Marie-Majeure de Florence, bientôt remplacé par une école portant le nom de Salvino degli Armati.

## Démystification
En 1920, le philologue Isidoro del Lungo démontre que l’invention des lunettes par Salvino d'Armati était une mystification due à Ferdinando Leopoldo Del Migliore,, « ardent patriote florentin » pour la gloire de sa ville.
Il existe bien un authentique Registre des sépultures florentin, où l'on relève la présence d'un Salvino degli Armati, mais qui meurt en 1340, sans mention d'inscription. Selon del Lungo, le mot inventor n'existait pas au début du XIVe siècle, et l'expression la peccata est fantaisiste, destinée à donner une patine ancienne à l'inscription, alors que le peccata est plus correct. Le buste découvert en 1841, provenait d'un défunt de marbre réalisé au XVe siècle à la mémoire d'un del Beccuto comme l'indiquait le blason sur sa poitrine. La pierre tombale avait été taillée dans le gradin de l'autel pour servir de couvercle à un sarcophage portant la date de 1272.
En 1925, cinq ans après la parution de l'article de Del Lungo dans Archivio Storico Italiano sous le titre Le vicende d'un'impostura erudita  « Les vicissitudes d'une imposture érudite », L'école Salvino degli Armati changea de nom.

## Autres personnes créditées de l'invention
- Le moine dominicain Alessandro della Spina de Pise, qui y est mort en 1313, est crédité également pour des monocles en 1270.
- On trouve trace également des monocles d'agrandissement dans l'optique de l'Arabe Alhazen au XIe siècle.
- Roger Bacon (1214-1294) en Angleterre parle, dans son ouvrage Opus major, de monocles sphériques corrigeant les défauts d'hypermétropie (la myopie ne sera corrigée qu'au XVe siècle).

Selon Chiara Frugani, aucun des nombreux candidats qui furent proposés au cours de l'histoire comme inventeur des lunettes n'a pu résister à l'examen critique. « Il faut donc nous résigner à rendre hommage à un inventeur inconnu ».

## Dans la littérature
Salvino degli Armati est mentionné dans le roman d'Umberto Eco, Le nom de la rose, où un personnage, Guillaume, prétend avoir reçu une paire de ces vitrei ab oculis ad legendum, offertes en cadeau par Salvino d'Armati.

## Sources
- (en) Cet article est partiellement ou en totalité issu de l’article de Wikipédia en anglais intitulé « Salvino D'Armati » (voir la liste des auteurs).